# Праздники Комор
Основной праздник на Коморах — 6 июля, День провозглашения независимости, годовщина провозглашения Палатой депутатов в одностороннем порядке в 1975 году Республики Коморские Острова (РКО) в составе островов Анжуан, Гранд-Комор и Мохели.
Кроме того, на островах празднуется ряд мусульманских праздников и День памяти шейха аль-Кутба Саида аль-Мааруфа, главы первой на Коморах исламской общины, умершего 26 ноября 1904 года.